# Carladès
Le Carladès ou Carladez est un pays traditionnel de France (Carladés en carladézien,), situé au centre-ouest du Massif central. Une partie de cette région se trouve dans le département du Cantal et l'autre dans celui de l'Aveyron. Ses origines remontent à l'ancienne vicomté de Carlat, une subdivision du comté d’Auvergne, dont les dimensions étaient sensiblement plus vastes que la région naturelle actuelle.

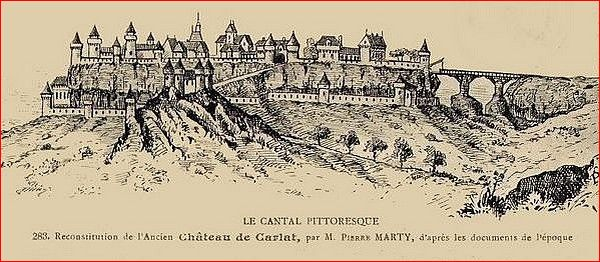
Carte postale de la fin du XIXe siècle reproduisant une gravure sur bois du début du XVIIe siècle représentant l'état du château et de ses bâtiments avant son arasement sous Louis XIII.

## Géographie

### Situation
Situé sur le versant sud des monts du Cantal, le territoire actuel du Carladès est découpé par les quatre vallées de la Cère, du Brezons, du Goul et de la Bromme. Alors qu'au nord l'altitude et le climat des deux premières vallées en font une région typiquement montagnarde et auvergnate, les deux autres vallées, orientées au sud, présentent dans leur partie aval un paysage  méridional.
Le Carladès est un plateau ondulé entouré par les régions naturelles suivantes :
- Au nord par les monts du Cantal et la Planèze de Saint-Flour.
- Au sud-ouest par la Châtaigneraie (partie qui en a été détachée).
- Au sud-est par la Viadène.
- Plus au sud, sans être limitrophe, par le pays de Conques.

### Communes du Carladez
Le pays de Carladès n'est plus aujourd'hui qu'une simple région naturelle dont l’étendue géographique varie selon les auteurs. Dans son encyclopédie des Pays de France, Frédéric Zégierman  définit l'actuel pays de Carladès comme le pays du Barrez plus les environs de Carlat, Raulhac, Brommes, Lacapelle-Barrès et Thérondels mais n’y inclut pas Vic-sur-Cère, Jou-sous-Monjou ou Saint-Jacques-des-Blats qu’il place dans le Pays des Monts du Cantal.
La proposition suivante rattache 18 communes situées sur deux cantons, et deux départements (l'Aveyron et le Cantal).
| Pays de Carladès : canton de Vic-sur-Cère Cantal | Pays de Carladez : canton de Mur-de-Barrez Aveyron                         |
| --- | -------------------------------------------------------------------------- |
| - Badailhac - Carlat - Cros-de-Ronesque - Jou-sous-Monjou - Pailherols - Polminhac - Raulhac - Saint-Clément - Saint-Étienne-de-Carlat - Saint-Jacques-des-Blats - Thiézac - Vic-sur-Cère | - Brommat - Lacroix-Barrez - Mur-de-Barrez - Murols - Taussac - Thérondels |

À la fin de l'Ancien Régime (en 1789), le comté de Carladès comportait le territoire de plusieurs autres communes qui forment actuellement le pays de la Châtaigneraie (Cantal) :
| Ancienne vicomté : canton de Pierrefort Cantal                           | Ancienne vicomté : canton de Laroquebrou Cantal | Ancienne vicomté : canton de Montsalvy Cantal |
| ------------------------------------------------------------------------ | ----------------------------------------------- | --------------------------------------------- |
| - Lacapelle-Barrès - Malbo - Narnhac - Paulhenc - Pierrefort - Vigouroux | - Lacapelle-Viescamp                            | - Calvinet - Cassaniouze - Vieillevie         |

## Toponymie
Le nom de Carladès vient de la ville de Carlat qui était le siège militaire de la vicomté. La terminaison en ès est celle de l'occitan normé et celle en ez est une forme graphique historique.
L'étymologie du toponyme Carlat est discutée (grammatici certant). Il pourrait dériver du nom propre Caratillus suivi du suffixe locatif gaulois -ate qui peut correspondre à une notion de forteresse ou de village, Carlat étant le « village de Caratillus ». Une autre hypothèse le fait dériver de castelar, « château », en référence au château de Carlat situé à son sommet[Information douteuse].

## Histoire

### Moyen Âge
Le Carladès tient son nom de Carlat, table basaltique où se trouvait le château des vicomtes de Carlat qui en était la capitale militaire. La capitale judiciaire sera plus tard Vic. Louis le Débonnaire, fils de Charlemagne, était venu en faire le siège et l'avait confisqué en 839
Issu de l'inféodation par les abbés d'Aurillac de l'ancien domaine héréditaire de Géraud d'Aurillac, le Carladès lui avait succédé au IXe siècle comme l'une des cinq comtés carolingiens de l'Auvergne.
Le Carladès a d'abord été le territoire d'une vicomté mérovingienne située à cheval entre l'Auvergne et le Rouergue. À la fin de l'Ancien Régime, ces deux territoires comportaient chacun une juridiction : 
- celle de Carladès, située à Vic et ressortissant du parlement de Paris
- celle de Carladez à Mur-de-Barrez ressortissant du parlement de Toulouse.

À l'époque carolingienne, Carlat était le lieu d'une viguerie.
Longtemps possédée par les vicomtes de Millau, puis par les vicomtes de Rodez, on sait que les vicomtes de Carlat rendaient hommage à l'abbé d'Aurillac.
Le vicomte de Carlat Renaud IV de Pons (1291/-1356) se serait rallié au roi d'Angleterre Édouard III, mais en 1345 on le voit combattre sous la bannière du roi de France en plusieurs lieux. En 1356 Renaud IV de Carlat et son fils meurent à la bataille de Maupertuis près de Poitiers. Quelques années plus tard le traité de Brétigny est dénoncé.

### Époque moderne
Lors de la rédaction en 1510 des coutumes d'Auvergne, Suzanne de Bourbon fit valoir, comme vicomtesse de Carlat, que le Carladès avait son droit et ses usages particuliers, différents de ceux de l'ancien comté d'Auvergne dont il n'avait jamais fait partie.
Après une période de paix, les Guerres de religion  furent très violentes dans la région. 
Comme pendant la guerre de Cent Ans, les « routiers », bandes armées tant catholiques que protestantes, attaquaient les châteaux qui leur servaient de base pour piller le pays, avant de les rendre contre rançon. Ils s'en prenaient aussi aux bourgs et aux abbayes, 
La reine Marguerite, première épouse d'Henri de Navarre, futur Henri IV, prit le parti de la Ligue et, rejetée par son époux, fut contrainte de vivre en Auvergne, tant à Carlat où elle séjourna un peu plus d'un an, puis assignée à résidence au Château d'Usson où elle restera 19 ans. En 1603, Henri IV ordonnera la démolition des châteaux de Murat et de Carlat.
En 1643, Louis XIII érige la vicomté de Carlat, à laquelle il a enlevé la vicomté de Murat, en comté de Carladès qu'il donne par le traité de Péronne, avec d'autres territoires à Honoré II Grimaldi (1623-1651) afin de le remercier pour son alliance et le dédommager de la perte de ses seigneuries en Espagne.

### La période révolutionnaire
En 1789, quand on créa les départements, on pensa faire coïncider le pays du Carladès avec les nouveaux territoires. La logique historique voulait que le Carladès, partagé entre deux provinces, restât uni et que la partie rouergate soit rattachée au nouveau département du Cantal. Cette idée avait des partisans en Rouergue, mais l'évêque de Rodez, Villaret et Andurand, chargés de l'étude par les députés, en décidèrent autrement. Ils firent valoir notamment qu'on était plus imposé en haut pays d’Auvergne tandis que la ville d'Aurillac était trop éloignée et inaccessible. La demande des gens d’Auvergne fut donc rejetée et le Barrez devint définitivement aveyronnais.

### Époque contemporaine
L'actuel prince de Monaco, Albert II, est propriétaire du rocher de Carlat, lequel avait été racheté par son arrière-arrière-grand-père le prince Albert Ier par l'entremise de la société de la Haute-Auvergne. Le titre de comte de Carladès, désormais titre de noblesse de droit monégasque, a été attribué par son père à la princesse Gabriella de Monaco, née le 10 décembre 2014, fille du prince Albert II et de la princesse Charlène, devenant à sa naissance comtesse de Carladès. La visite du prince Albert II dans le Carladès les 14 et 15 mai 2014 correspond à une double logique : « D'un côté, une volonté plus ou moins stratégique de faire évoluer l'image d'une principauté fortement mondialisée par un recours à l'ancrage dans le XVIIe siècle et dans le terroir ; de l'autre, dans un contexte d'agrégation forcée, le recours à la légitimité historique pour exister : les « découpeurs d’espace » d'hier et d'aujourd’hui peuvent difficilement s'affranchir de ces cohérences territoriales ».
Le 9 juillet 2025, la princesse Gabriella, comtesse de Carladès, a visité, avec ses parents et son frère Jacques, plusieurs communes du Carladès : Vic-sur-Cère, où un square va porter son nom, Mur-de-Barrez, où elle inaugure une médiathèque à son nom, et Carlat,.

## Histoire de l'organisation judiciaire

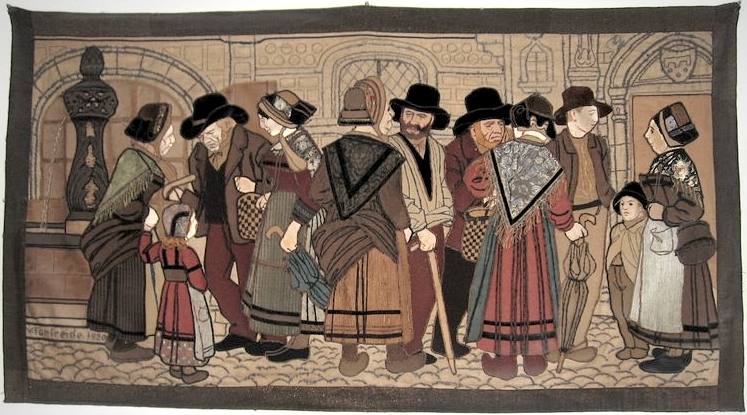
Bavardages sur la place d'un bourg, tapisserie, Victor Fonfreide, 1920

Le juge de Carlat, judex Carlatensis dépendait du bailli de Rodez en 1261, et en 1265 d'un bajulus Carlatensis.
Selon l'abbé Expilly, qui dit connaître quelqu'un (M. de Sistrières) qui a vu l'acte, « Henri II, comte de Rodez et vicomte de Carlat, établit, le Vendredi devant la fête de la Chaire de Saint-Pierre, de l'an 1296, deux juges et gardes de son sceau authentique, l'un pour le comté de Rodez, & l'autre pour la vicomté de Carlat. ». On sait qu'il existait des baillis de Carlat avant et après cette date :
- Hugues de Balaguier, bailli de Carlat en 1290,
- Guillbert de Marcenac, en 1285
- Térence de Flavin
- Géraud de Naucaze en 1317 et 1319
- Bertrand de Merinhac, en 1327
- Jean de Cadilhac en 1392, demeurant à Mur-de-Barrez
- Raymond Guérin en 1414, bailli de Carladez
- Jean de Cardaillac en 1438, séant à Vic-en-Carladès
- Aymar de Cardaillac, en 1482
- Philibert de La Platière (1451-1508), en 1489.

En 1414, le connétable d'Armagnac fit décider que les juges au bailliage de Vic-en-Carladès relèveraient nûment du Parlement de Paris.
Vers 1430 la juridiction apparaît comme divisée entre deux juges :
- le juge d'appeaux, dont le siège est toujours ambulatoire ;
- le juge ordinaire déjà installé à Vic, qui prend le nom de prévôt.

Ces deux magistrats furent conservés lors de la réunion à la couronne en 1532, et devinrent juges royaux.
Avec la création du présidial d'Aurillac en 1552, la cour d'appeaux de la vicomté dut faire reconnaître son indépendance (sauf pour les « cas présidiaux ») et fut désignée comme « cour présidiale d'appeaux des vicomtés de Carlat et de Murat ».
En 1561, le siège du juge d'Appeaux s'établit lui aussi définitivement à Vic par un édit de Charles IX et il reçut, par une déclaration du roi François Ier, le titre de bailliage, dont ressortissaient cinq juridictions :
- la justice ordinaire ou prévôté de Vic,
- la prévôté de Murat,
- la prévôté de Boisset,
- la justice du Mur-de-Barrez,
- la justice de Calvinet.

Dans la description qu'il fait de l'organisation politique et administrative de l'Auvergne, l'abbé Expilly précise que « le Carladès, quoiqu'il soit enclavé dans l'Auvergne et réuni en même temps qu'elle au Domaine de la Couronne, est un fief lige et un pays séparé et distinct, qui n'est sujet en aucune sorte ni au duché d'Auvergne, ni aux bailliages royaux de cette province. Les appellations des jugements du juge d'appeaux du Carladès ressortissent en tous cas du parlement de Paris. Ce siège d'appeaux est un bailliage de grande étendue dont le premier officier prend la qualité de juge présidial et d'appeaux de Carladès. Il est le chef de la justice de ce pays et tient dans son siège la place de bailli et de sénéchal de robe longue. Les appellations des sentences et des juges ordinaires du Carladès sont relevées devant ledit juge d'appeaux de Vic-en-Carladès, comme étant le seul vrai et naturel juge de ce pays, M. Jean de Sistrières, juge d'appeaux de Vic, homme très instruit de l'histoire de l'Auvergne ». Sa charge est héréditaire et ses appointements, qui sont de 80 livres, sont payés sur le domaine du prince de Monaco.
Le greffe du bailliage se trouvait dans la maison dite hôtel du Bailliage, place de l'Église, l'auditoire (tribunal) à l'emplacement du garage attenant, et la geôle dans la maison voisine.
L'érection en 1643 de la vicomté en comté de Carladès en faveur du prince de Monaco ne changea rien à cette double organisation. Le bailliage resta royal, les trois prévôtés concernées redevenant vicomtales jusqu'à l'abolition de toutes les prévôtés par l'édit de 1749. Le bailliage a été supprimé en 1789. Son fonds d'archives est aux Archives du Cantal et comporte 677 articles commençant en 1561 pour les registres d'audiences et de sentences du bailliage et 1562 pour les registres des causes d'Appel.

## Culture
Bien que faisant partie de l'Auvergne, le Carladez a développé un certain nombre de traits culturels particuliers. 
- Les us et coutumes y étaient différents de la coutume d'Auvergne[14].
- Des recettes de cuisine comme la truffade, la tarte de Vic, ou tarte à l'encalat, le gâteau à la broche, le laguiole, les bourriols, le pounti, l'aligot.
- Des danses régionales, en particulier une bourrée plus gaie et plus légère qui est à l'origine des musiques de Cour[15],
- L'architecture religieuse[16], militaire et paysanne[17].
- Une littérature de contes, de proverbes, de chansons, le dialecte carladézien[18] montrent des spécificités particulières.
- Les curiosités géologiques, telles que le phénomène d'inversion de relief dans la région de Carlat[19].